# Кодан
Кодан (фр. Caudan) је насељено место у Француској у региону Бретања, у департману Морбијан.
По подацима из 2011. године у општини је живело 6865 становника, а густина насељености је износила 161,04 становника/km².

## Демографија
| 1962. | 1968. | 1975. | 1982. | 1990. | 2011. |
| ----- | ----- | ----- | ----- | ----- | ----- |
| 2.665 | 2.686 | 4.764 | 5.819 | 6.674 | 6.865 |